# Futuro Ancestral
Futuro Ancestral é um livro do ambientalista, filósofo e líder indígena brasileiro Ailton Krenak. A obra é uma coleção de ensaios com alguns dos escritos de Krenak de 2020 e 2021. Foi publicado originalmente em português pela editora Companhia das Letras em São Paulo em 2022.

## O título do livro
Quando Krenak foi questionado sobre o conceito em torno do título do livro, ele respondeu:
| “ | Quando dizemos que o futuro é ancestral, tem mais a ver com DNA do que com genealogia. Essa é a visão de mundo: é a capacidade de voltar a um evento que criou o mundo e que está vivo em você. Queremos uma criação constante de tudo e de nós mesmos. É isso que acontece no DNA, esse código repassado por nossos ancestrais. Isso pode nos reintroduzir na constelação da vida dentro do planeta, onde deixamos de ser especialistas e percebemos que temos uma origem comum. | ” |

Através deste conceito, Krenak nos convida a resistir às narrativas sobre o fim do mundo, imaginando um futuro ancestral, moldado pelas memórias que podem ser encontradas no núcleo da Terra e que são carregadas por nossos ancestrais.
Em determinadas falas o autor evoca a ancestralidade como o próprio constructo de um futuro viável, perpassando pelos elementos naturais como as próprias entidades criadoras de tal futuro, como se verifica na passagem: "Os rios, esses seres que sempre habitaram os mundos em diferentes formas, são quem me sugerem que, se há futuro a ser cogitado, esse futuro é ancestral, porque já estava aqui." 

## Desenvolvimento
A publicação contém cinco capítulos e os textos foram organizados por Rita Carelli a partir das seguintes conversas, entrevistas e palestras com Ailton Krenak:
- Políticas cósmicas: Diálogo de abertura do Festival Seres Rios, com Marisol de la Cadena, em agosto de 2021;[8]
- Os rios e as cidades: Aula espetáculo com Krenak, na segunda edição de Amazônia das Palavras, em novembro de 2021;[9]
- Cartografias para Adiar o Fim do Mundo: Mesa virtual da Flip, com Muniz Sodré, em dezembro de 2021;
- Espaços para Respirar: XV Seminário Internacional da Escola da Cidade, com Wellington Cançado, em agosto de 2020;
- UOL Entrevista. Ailton Krenak, Liderança indígena: Uma entrevista por Fabióla Cidral, Leonardo Sakamoto e Maria Carolina Trevisan, em agosto de 2020;
- A Vida Não É Útil: Live da TV Canal 26 e Canal HD 526 da NET-Rio, uma entrevista por Rosangela Coelho;
- O Templo e a Educação. A Importância dos Saberes Ancestrais: Fala no Segundo Congresso LIV Virtual, em outubro de 2020.

## Recepção
Na comunidade virtual de leitores da plataforma Goodreads, eles atribuem uma nota de 4,63 com base em 133 avaliações.